# Bienheureux martyrs d'Almería
Les bienheureux martyrs d'Almería, désignent des frères des écoles chrétiennes tués lors de la guerre civile espagnole en 1936. Ils sont reconnus martyrs et bienheureux par l'Église catholique.

## Historique
Les frères concernés sont :
- frère Edmigio (Isidoro Primo Rodríguez González), né à Adalia, Espagne, le 4 avril 1881 ;
- frère Amalio (Justo Zariquiegui Mendoza), né à Salinas de Oro, Espagne, le 6 août 1886 ;
- frère Valerio Bernardo (Marciano Herrero Martínez), né à Porquera, Espagne, le 11 juillet 1909 ;
- frère Teodomiro Joaquín (Adrián Sáiz Sáiz), né à Puentedey, Espagne, le 8 septembre 1907 ;
- frère Evencio Ricardo (Eusebio Alonso Uyarra), né à Viloria, Espagne, le 5 mars 1907 ;
- frère Aurelio María (Bienvenido Villalón Acebrón), né à Zafra de Záncara, Espagne, le 22 mars 1890 ;
- frère José Cecilio (Bonifacio Rodríguez González), né à La Molina de Ubierna, Espagne, le 14 mai 1885.

Peu de temps après le début de la guerre civile en Espagne, en 1936, le Front populaire dans la province d'Almería donna l'ordre d'arrêter tous les ennemis de la révolution, en particulier les prêtres et les religieux.
Cinq des frères furent arrêtés dans leur école, deux furent faits prisonniers dans la rue alors qu'ils allaient poster du courrier pour leur famille. Avec beaucoup d'autres, ces prisonniers furent enfermés dans des prisons de fortune, où ils furent soumis aux privations, aux mauvais traitements et aux moqueries.
La nuit du 29 août, les deux évêques, et 15 autres personnes, furent conduits dans un endroit isolé où on les fit s'aligner et ils furent fusillés. La nuit suivante, 30 août, les frères Edmigio, Amalio et Valerio furent transportés à la périphérie de Tabernas où ils furent tués d'une balle dans la tête et leurs corps furent jetés dans un puits profond. Le 8 septembre, les frères Evencio et Teodomiro furent fusillés près de la route et leurs corps furent laissés sur place.
Les frères Aurelio et José eurent le même sort le 12 septembre, leurs corps furent aussi jetés dans un puits. Les évêques et les frères furent condamnés à mort sans jugement pour le crime de professer et d'enseigner la foi catholique.
Ils ont été béatifiés par le pape Jean-Paul II le 10 octobre 1993.